# Heterhydrus
Heterhydrus is een geslacht van kevers uit de familie  waterroofkevers (Dytiscidae).
Het geslacht is voor het eerst wetenschappelijk beschreven in 1869 door Fairmaire.

## Soorten
Het geslacht omvat de volgende soorten:
- Heterhydrus adipatus Guignot, 1952
- Heterhydrus agaboides Fairmaire, 1869
- Heterhydrus ghanensis Wewalka, 1980
- Heterhydrus senegalensis (Laporte, 1835)
- Heterhydrus sudanensis Zimmermann, 1927